# Латвийская академия культуры
Латвийская академия культуры (LKuA, латыш. Latvijas Kultūras akadēmija) — высшая государственная школа (ВУЗ). Основана 29 декабря 1990 года. Латвийская академия культуры подготавливает академически и профессионально образованных специалистов для культурной, научной и образовательной сфер Латвии. Предоставляет степень бакалавра, магистра и доктора наук. Имеет государственную аккредитацию до 2019 года. Первый ректор и основатель академии — Петерис Лакис.
Бакалаврская программа Латвийской академии культуры предлагается по следующим специальностям:
- международные культурные связи,
- теория аудиовизуального и сценического искусства,
- кино- и теледраматургия,
- режиссура,
- актёрское искусство,
- хореография современного танца,
- социология и менеджмент культуры,
- традиционная культура и латышский фольклор,
- теория культуры и науки управления.

Хор академии культуры, Sōla, получил несколько наград на международных соревнованиях.